# Бедрій Василь Васильович
Василь Васильович Бедрій — український військовик, генерал-майор, з жовтня 2015-го до червня 2019-го — начальник Управління СБУ в Рівненській області.

## Життєпис
До серпня 2015 року перебував у зоні проведення антитерористичної операції на сході України, де у складі Штабу АТЦ при СБУ вирішував питання пов'язані із обміном військовополоненими.
Станом на 2016 рік обіймав посаду начальника УСБУ у Рівненській області. Звільнений з посади 10 червня 2019 року.

## Військові звання
- полковник
- генерал-майор (23 серпня 2017 року)